# Spilogona lasiophthalma
Spilogona lasiophthalma är en tvåvingeart som först beskrevs av Lamb 1909.  Spilogona lasiophthalma ingår i släktet Spilogona och familjen husflugor. Inga underarter finns listade i Catalogue of Life.